# Enkulldammen
Enkulldammen är en sjö i Ludvika kommun i Dalarna och ingår i Norrströms huvudavrinningsområde. Sjöns area är 0,035 kvadratkilometer och den är belägen 251 meter över havet.